# Пліоцен
| Система/ Період                                                        | Відділ/ Епоха  | Ярус/ Вік                | Вік (млн років) | Вік (млн років) |
| ---------------------------------------------------------------------- | -------------- | ------------------------ | --------------- | --------------- |
| Четвертинний, Q                                                        | Плейстоцен, Q1 | Гелазький                | молодше         | молодше         |
| Неоген, N                                                              | Пліоцен, N2    | П'яченцький, N2pla       | 2,58            | 3,60            |
| Неоген, N                                                              | Пліоцен, N2    | Занклійський ярус, N2zan | 3,60            | 5,33            |
| Неоген, N                                                              | Міоцен, N1     | Мессінський, N1mes       | 5,33            | 7,25            |
| Неоген, N                                                              | Міоцен, N1     | Тортон, N1tor            | 7,25            | 11,63           |
| Неоген, N                                                              | Міоцен, N1     | Серравалійський, N1srv   | 11,63           | 13,82           |
| Неоген, N                                                              | Міоцен, N1     | Лангійський, N1lan       | 13,82           | 15,97           |
| Неоген, N                                                              | Міоцен, N1     | Бурдігальський, N1bur    | 15,97           | 20,44           |
| Неоген, N                                                              | Міоцен, N1     | Аквітанський, N1aqt      | 20,44           | 23,03           |
| Палеоген, P                                                            | Олігоцен, Р3   | Хаттський, Р3h           | старіше         | старіше         |
| Підрозділи неогенової системи наведені згідно МКС, станом на 2018 рік. |                |                          |                 |                 |
| п о р                                                                  |                |                          |                 |                 |

Пліоцен — остання епоха неогенового періоду (третинного періоду) в історії Землі. Тривав від 5,333 до 2,58 млн років тому; 
поділяється на два віки — занклійський та п'яченський.
Це друга і наймолодша епоха неогенного періоду кайнозойської ери. Пліоцен відбувається за епохою міоцену, а за ним — плейстоцен.
До перегляду у 2009 році геологічної шкали часу, коли чотири найновіші великі заледеніння були повністю розміщені в межах плейстоцену, пліоцен також мав у своєму складі гелазький ярус, що тривав від 2,588 до 1,806 мільйонів років тому, і зараз відносять до плейстоцену.
У пліоцені відбувалися значні тектонічні рухи, з якими пов'язана альпійська складчастість. Рослинність близька до сучасної. Геологічні відклади цієї епохи складають пліоценовий відділ.
Як і в інші давніші геологічні періоди, геологічні шари, що визначають початок і кінець, добре визначені, але точні дати початку та кінця епохи дещо невизначені.
Межі, що визначають пліоцен, встановлюються не з легко визначеною подією у всьому світі, а навпаки, на регіональних межах між теплим міоценом та відносно прохолоднішим пліоценом. Верхня межа була встановлена початком плейстоценових заледенінь.
У пліоцені, близько 4 млн років тому, в саванах східної Африки з'явився предок людини австралопітек. Австралопітеки були травоїдними та всеїдними й навчились використовувати палиці та каміння для видобутку їжі.

## Етимологія
Автор терміна — Чарльз Лаєлл вперше згадав пліоцен, який запропонував розділити третинний період на чотири геологічних епохи (включаючи древній і новий пліоцен) у «Принципах геології» (том 3, 1833). Лаєлл пояснює назву тим, що основна частина скам'янілостей (які він тоді вивчав) цієї епохи може бути співвіднесена з сучасними (новими) видами.

## Поділ
В офіційній шкалі часу ІКС пліоцен поділяється на два яруси. Від наймолодших до найстаріших:
- П'яченський (3,600–2,58 млн років)[6]
- Занклінський ярус (5,333–3,600 млн)[7]

П'яченський ярус іноді називають пізнім пліоценом, тоді як занклінський ярус згадується як ранній пліоцен.

## Клімат
Середня глобальна температура у середньому пліоцені (3,3–3 млн років) була на 2–3 °C вищою, ніж сьогодні, рівень вуглекислого газу був таким же, як сьогодні, а рівень моря на 25 метрів вище сьогоденного. Льодовиковий покрив північної півкулі був швидкоплинним до настання у обширного зледеніння Гренландії, яке відбулося у пізньому пліоцені близько 3 млн років. Про утворення арктичного льодовикового щита свідчить різкий зсув співвідношень ізотопів кисню та рафтингу, розплавленого льоду, у південній частині Атлантики та північній частині Тихого океану Середньо-широтне зледеніння, ймовірно, відбувалось до кінця епохи. Глобальне похолодання, яке відбулось під час пліоцену, могло спричинити зникнення лісів та поширення пасовищ та саван.

## Палеогеографія

Приклади видів мігрантів в Америці після утворення Панамського перешийку. Оливково-зелені силуети позначають північноамериканські види з південноамериканськими предками; сині силуети позначають південноамериканські види північноамериканського походження.

Материки продовжували дрейфувати, переміщення з позицій, можливо, до 250 км від теперішніх місць розташування, до позицій лише 70 км від їх поточного розташування. Південна Америка стала сполучена з Північною Америкою через Панамський перешийок під час пліоцену, створила можливість Великого американського обміну, що призвело до майже повного вимирання Sparassodonta та Meridiungulata у Південній Америці. Утворення перешийка мало великі наслідки для глобальних температур, оскільки теплі екваторіальні океанічні течії були припинені й розпочався цикл охолодження Атлантики, холодними водами Арктики та Антарктики, що знижують температури в ізольованому Атлантичному океані.
Зіткнення Африки з Європою утворило Середземне море, відрізавши залишки океану Тетіс. Межа між міоценом і пліоценом також є часом Мессінського піка солоності. Сухопутний міст між Аляскою та Сибіром (Берингія) був вперше затоплений на початку пліоцену, що дозволило морським організмам поширюватися між Північним Льодовитим і Тихим океанами. Після цього міст буде періодично затоплюватися та відновлюватися.
Пліоценові морські утворення виявлені на північному сході Іспанії, на півдні Каліфорнії, Нової Зеландії та Італії.
За часів пліоцену частини півдня Норвегії та півдня Швеції, що знаходились на рівні моря, піднялися. У Норвегії цей підйом підняв плато Гарданґервідда до 1200 м у ранньому пліоцені. У Південній Швеції подібні рухи підняли Південношведське нагір'я, що призвело до відхилення давньої річки Ерідан від її первісного шляху через південно-центральну Швецію на русло на південь від Швеції.

## Викопні

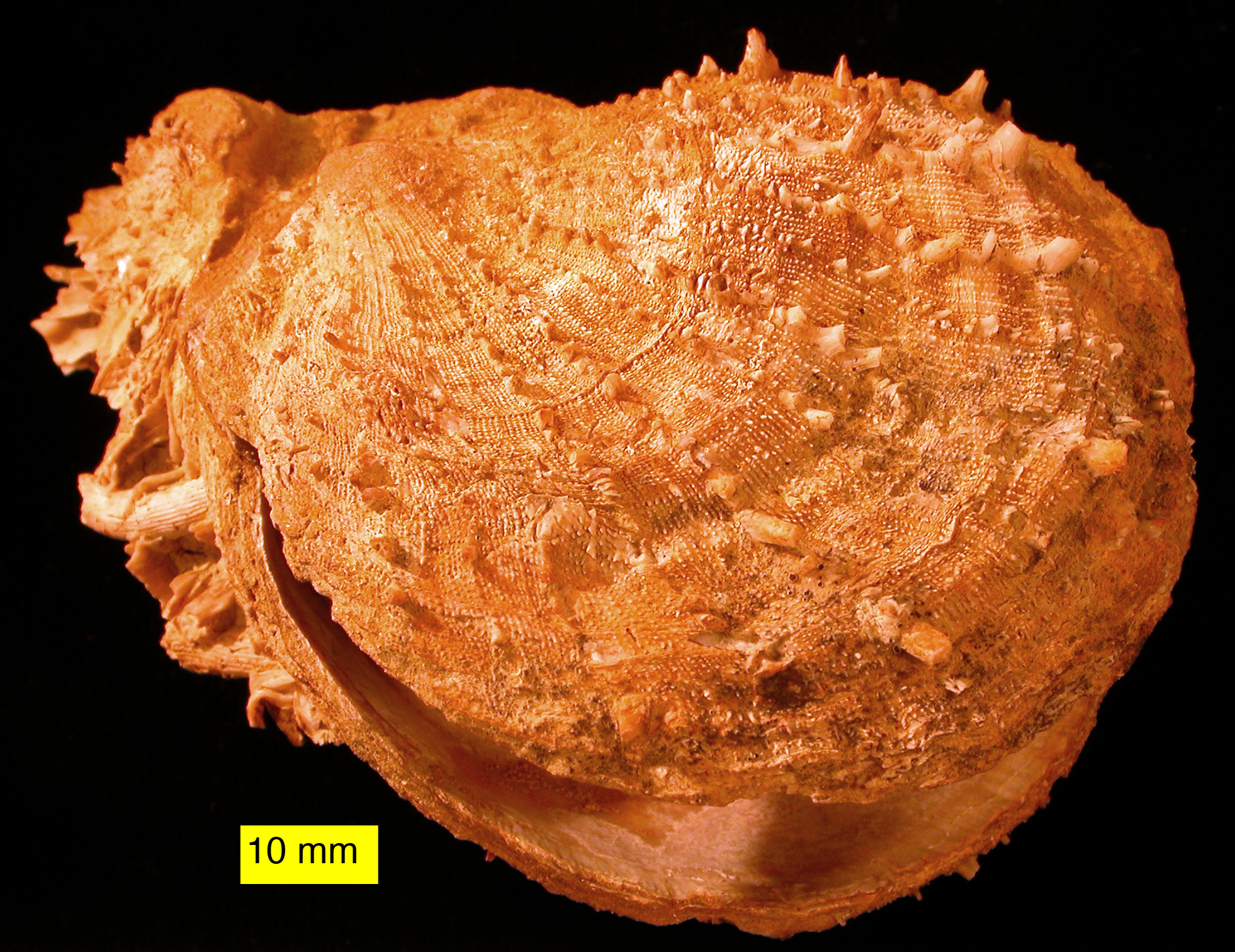
Пліоценовий двостулковий молюск Spondylus
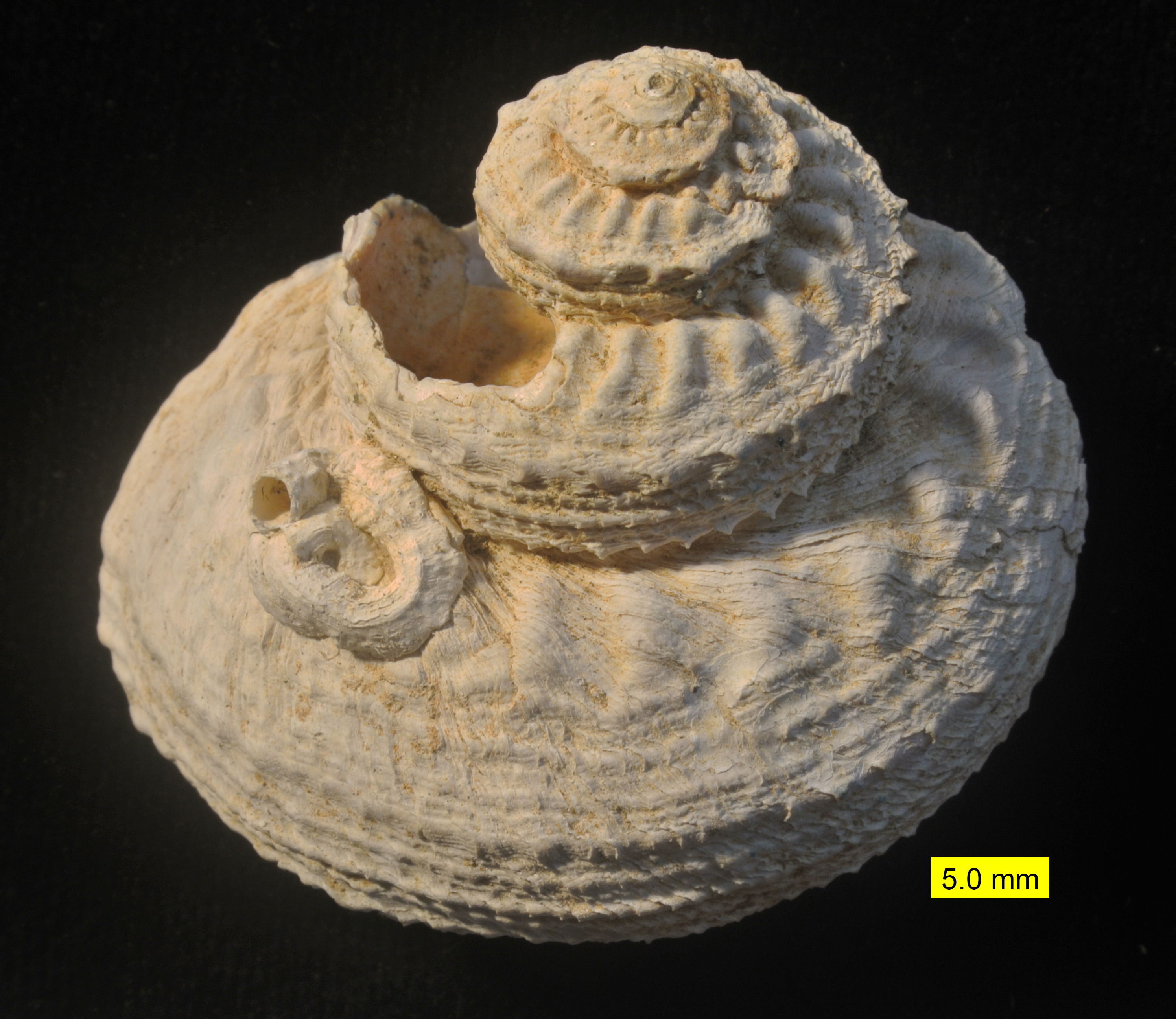
Черевоногий молюск з ряду Archaeogastropoda. Видно прирослу трубку черв'яка з родини Serpulidae. Пліоцен Кіпру
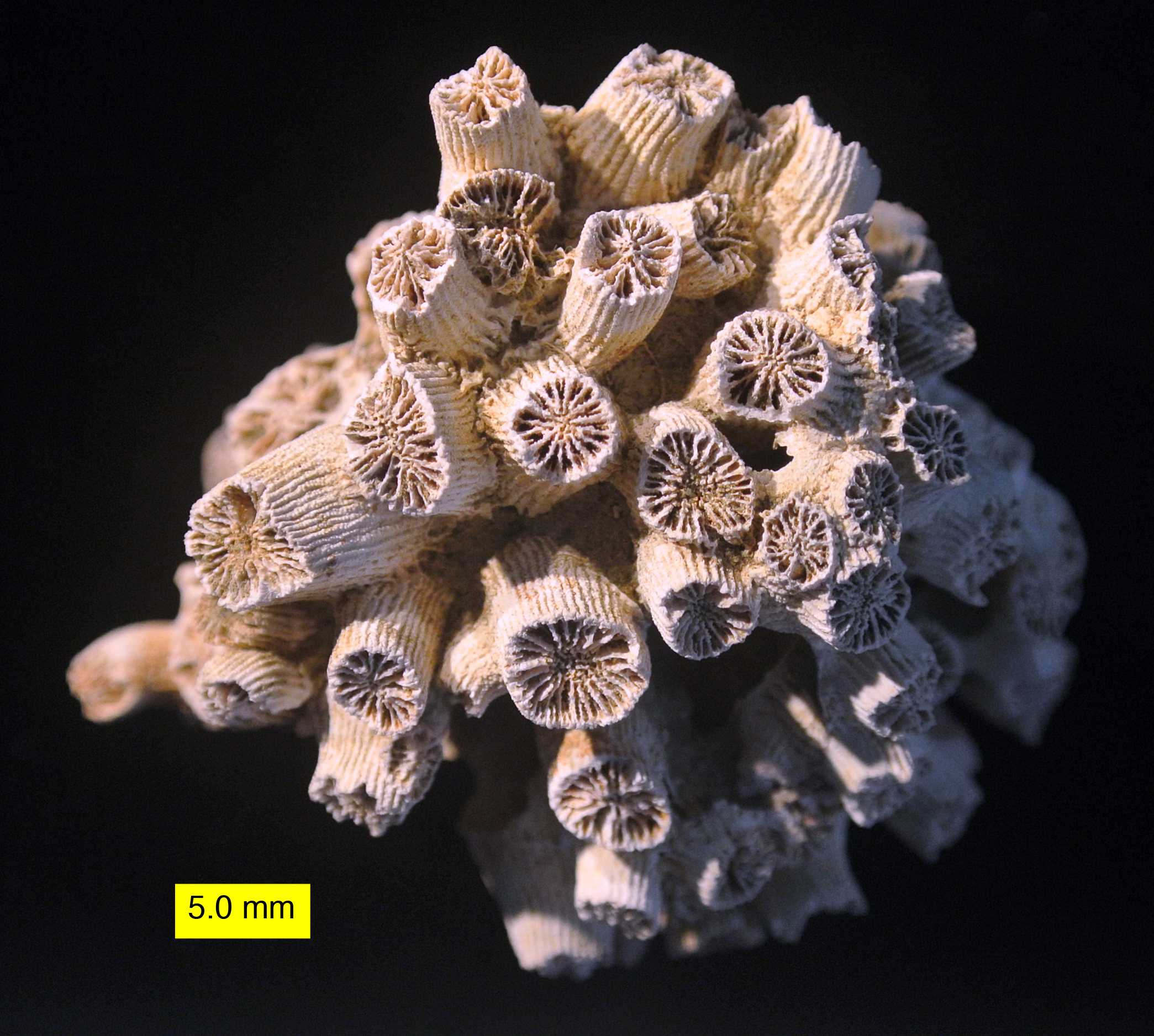
Корал Cladocora з пліоцену Кіпру